# ダビド・ディ・ミケーレ
ダヴィド・ディ・ミケーレ（David Di Michele, 1976年1月6日 - ）は、イタリア・ラツィオ州ローマ県グイドーニア・モンテチェーリオ出身の元同国代表サッカー選手、現サッカー指導者。現役時代のポジションはフォワード。

## 経歴

### クラブ
1993年、地元のクラブで当時セリエC1所属のASロディジャーニでプロデビュー。セリエBのクラブを転々とした後、活躍が認められて2001年にウディネーゼ・カルチョへ移籍するが、大きな活躍はできなかった。2006-07シーズンにはUSチッタ・ディ・パレルモへ移籍。
熱狂的なASローマのティフォージで2006-07シーズン終了後には「早くローマに行きたい」とコメントするも、トリノFCへの移籍が決まった。2007年3月にウディネーゼ時代の賭博疑惑により、3ヶ月の出場停止処分を受けた上、監督と対立するなど活躍できなかった。2008-09シーズンはイングランドのウェストハム・ユナイテッドFCにレンタル移籍し、ジャンフランコ・ゾラ監督の下でまずまずの活躍を見せた。
2009-10シーズンのトリノに復帰後、ステファノ・コラントゥオーノ監督よりキャプテンに任命された。しかし、クラブは不振で後述の暴行事件の被害もあり退団を希望し、USレッチェへレンタル。シーズン終了後、完全移籍。
2012年7月、ACキエーヴォ・ヴェローナへ移籍したが、2013年1月に契約を解消。直後にセリエBのレッジーナ・カルチョと契約した。
2015年8月7日、レガ・プロのルーパ・ローマFCに加入することが決定した。同年11月1日に20年以上の現役生活に終止符を打ち、同クラブのスタッフに転身することが発表された。

### 代表
長年、代表候補止まりであったが2005年に代表デビューすると、ドイツW杯直後から代表に名を連ねていた。

### 指導者時代
2016年1月よりルーパ・ローマFCのテクニカルコーチに就任。4月からは同クラブの監督を務めたが半年でその座を退いた。翌11月17日、再び指揮官として招聘された。

## エピソード
- 2010年1月、トリノFCのチームメートによる自身の誕生日サプライズパーティにおいて、覆面をした集団に襲撃される事件があった。暴漢たちはディ・ミケーレを始め、リッカルド・コロンボ、ロランド・ビアンキ、マッテオ・ルビンなどパーティに参加していた選手たちに暴行を加えて逃走した。これは、成績不振と八百長疑惑に怒ったウルトラスによる犯行と思われる。

## 所属クラブ
- ASロディジャーニ 1993-1996
- フォッジャ・カルチョ 1996-1998
- サレルニターナ・スポルト 1998-2001
- ウディネーゼ・カルチョ 2001-2006

→  レッジーナ・カルチョ 2002-2004（レンタル移籍）
- USチッタ・ディ・パレルモ 2006-2007
- トリノFC 2007-2011

→  ウェストハム・ユナイテッドFC 2008-2009（レンタル移籍）
→  USレッチェ 2010-2011 (レンタル移籍)
- USレッチェ 2011-2012
- ACキエーヴォ・ヴェローナ 2012-2013
- レッジーナ・カルチョ 2013-2015
- ルーパ・ローマFC 2015

## 指導歴
- ルーパ・ローマFC 2016.1-4（テクニカルコーチ）
- ルーパ・ローマFC 2016.4-10
- ルーパ・ローマFC 2016.11-2017
- SSトゥリス・カルチョ 2022.10-12

## 代表歴
イタリア代表 2005-2006
- 代表デビュー：2005年3月30日 vs アイスランド
- 代表通算：6試合出場 0得点

## タイトル

### クラブ
レッチェ
- セリエB : 2009-10

### 個人
- コッパ・イタリア得点王 : 1999-00（6得点）